# Bitwa o Wadi Akarit
Bitwa o Wadi Akarit (znana także jako operacja Scipio) – aliancki atak przeprowadzony w dniach 6–7 kwietnia 1943 r., mający na celu wyparcie sił Osi z pozycji wzdłuż Wadi Akarit w Tunezji (zwanych również linią Akarit) na końcowym etapie kampanii afrykańskiej podczas II wojny światowej. Przełęcz Gabès, na północ od miast Gabès i El Hamma, to przejście pomiędzy Morzem Śródziemnym, a nieprzejezdnymi bagnami solnymi. 51 Dywizja Górska przełamała linię obrony i utrzymywała przyczółek, umożliwiając przejście głównych sił. Po kilku nieudanych kontratakach siły Osi wycofały się, a brytyjska 8 Armia pod dowództwem gen. Bernarda Montgomery’ego ruszyła w kierunku Tunisu, aż osiągnęła ostatnie pozycje obronne wojsk Osi w Afryce pod Enfidaville.

## Tło sytuacyjne
Po tym, jak linia Mareth w południowej Tunezji została oskrzydlona podczas operacji Supercharge II przez przełęcz Tebaga, siły Osi wycofały się do Wadi Akarit, na północ od Gabès. Miejsce to już dawno zostało określone przez feldmarszałka Erwina Rommla jako dobra pozycja obronna z bezpiecznymi skrzydłami i krótką drogą zaopatrzeniową na Sycylię. Rommel chciał się tam wycofać po II bitwie pod El Alamein, ponieważ było to najlepsze miejsce, aby oprzeć się 8 Armii i przedłużyć obecność wojsk niemiecko-włoskich w Afryce Północnej. Gdyby Brytyjczycy zostali powstrzymani w Wadi Akarit, wszyscy żołnierze sił Osi w Tunezji mogliby odpierać 1 Armię (nominalnie brytyjską, ale z amerykańskim i francuskim korpusem idącymi na czele) na zachodzie, zanim ta zada im podobny cios jak Montgomery. Przełęcz Gabès stanowiła ostatnią dogodną do obrony pozycję, utrudniającą 8 Armii dotarcie do Sfax i utworzenie ciągłego frontu z 1 Armią zbliżającą się z zachodu.

## Preludium
Pozycje Wadi Akarit rozciągały się ze wschodu na zachód, od Morza Śródziemnego na wschodzie do nieprzejezdnych słonych bagien w Sebkret el Hamma (wschodni kraniec Wielkiego Szottu) na zachodzie. Warunki terenowe uniemożliwiały Aliantom atak skrzydłowy, tak jak wcześniej na przełęczy Tebaga i nie istniała możliwość rozproszenia obrońców poprzez uderzenie w kilku punktach naraz, jak podczas II bitwy pod El Alamein; frontalny atak na przygotowaną linię obrony był więc nieunikniony. Od wybrzeża linia obrony biegła wzdłuż Wadi Akarit przez 8 km, które były nieprzejezdne dla pojazdów silnikowych, a następnie szerszy odcinek suchego wadi, opartego o długie wzgórze Djebel er Roumana, ostatnie na linii wysokiego terenu, który tworzy północną granicę Szottu. Podejścia do Djebel er Roumana były utrudnione przez rów przeciwpancerny, a na zachodzie trwały dalsze prace obronne, chociaż pofałdowany teren był znaczącą przeszkodą.

## Bitwa

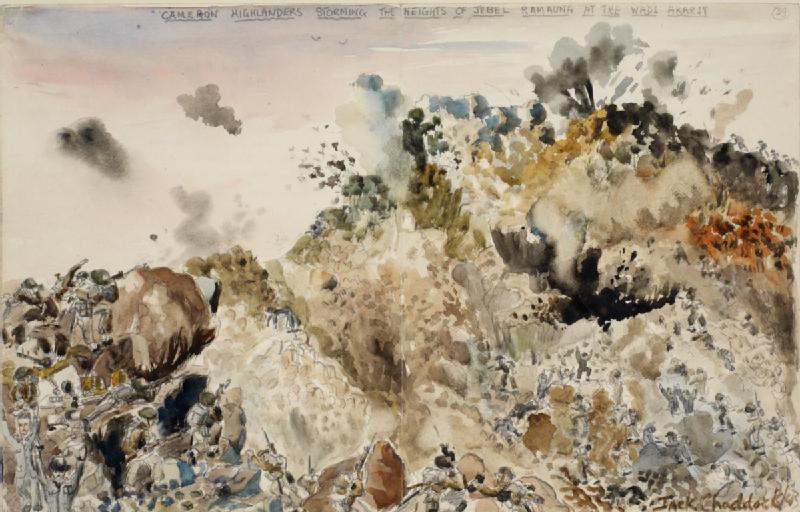
Akwarela przedstawiająca atak Pułku Queen’s Own Cameron Highlanders na wzgórze Jebel Ramauna w Wadi Akarit

Alianckie jednostki zbliżyły się do Oudref i dotarły do Wadi Akarit 30 marca, ale początkowo ograniczyły swoją działalność do patroli i sprawdzania obrony sił Osi. Do pierwszego ataku wybrano trzy dywizje: 51 Dywizję Górską po prawej, 50 Dywizję Piechoty Northumbrian w centrum oraz indyjską 4 Dywizję Piechoty po lewej. Na tydzień przed bitwą brytyjskie i amerykańskie bombowce rozpoczęły lotnicze przygotowanie natarcia.
Zamiast atakować pomiędzy Jebel Fatnassa, stromym wzniesieniem o wysokości 240 m, a punktem stycznym z 50 Dywizją Piechoty Northumbrian, gen. Francis Tuker, dowódca indyjskiej 4 Dywizji, przekonał feldmarszałka Montgomery’ego do ataku na Jebel Fatnassa przy użyciu piechoty przeszkolonej w działaniach górskich. Jebel Fatnassa był broniony przez włoski XXI Korpus siłami 80 Dywizji Piechoty La Spezia, 101 Dywizji Zmotoryzowanej Trieste i niemieckiej 164 Dywizji Piechoty Afrika. Wykorzystano tę specjalną umiejętność żołnierzy 4 batalionu indyjskiego 6 Pułku Strzelców Rajputana. Jebel Fatnassa zostało zdobyte ok. 9:30 rano 6 kwietnia, po czym alianci przeszli na równinę za wzgórzami Djebel Mesreb el Alig i Djebel el Meida, prawie 8 km dalej, biorąc 3 tys. jeńców. Indyjska 4 Dywizja Piechoty nie była jednak w stanie wykorzystać sukcesu, ponieważ brytyjski X Korpus został powstrzymany przez niemiecki kontratak.

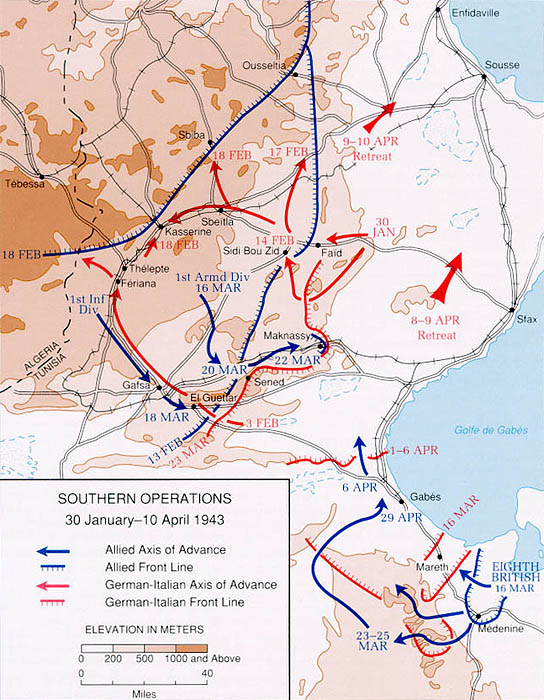
Schemat bitew i operacji wojskowych przeprowadzonych w południowej Tunezji od stycznia do kwietnia 1943 r.

50 Dywizja Northumbrian o 5:30 spotkała się ze zdecydowanym oporem włoskiej piechoty morskiej, dobrze okopanej w Wadi Akarit i obficie zaopatrzonej w broń automatyczną i granaty, ale Brytyjczycy ruszyli naprzód, pomimo wysokich strat w szeregach 6 batalionu Pułku Green Howards; zginęło dwóch starszych oficerów, sześciu młodszych oficerów i podoficerów oraz 118 szeregowych. Green Howards zdobyli jednak Wzgórze 85 i utrzymali je mimo kontrataków. 1/4. batalion Pułku Essex z indyjskiej 4 Dywizji nawiązał kontakt z 50 Dywizją Northumbrian na prawej flance i pomógł jej przekroczyć rów przeciwpancerny.
51 Dywizja Górska zaatakowała o 6:00 siłami 152 Brygady i do 11:00 zdobyła szczyt Djebel Roumana, a następnie wykonała przejścia w polach minowych i zasypała rów przeciwczołgowy na lewej flance. 153 i 154 Brygada zaatakowały wzdłuż wybrzeża i wzięły 2 tys. jeńców. Cały batalion ze składu 101 Dywizji Zmotoryzowanej Trieste został zniszczony, a wielu jeńców wzięto także z niemieckiej 90 Dywizji Piechoty Lekkiej Afrika, której jeden pułk kontratakował o 9:00 rano i spowodował krótkie opóźnienie w alianckiej ofensywie.

### Kontratak włoskiej 1 Armii
Dowodzący siłami Osi gen. Giovanni Messe nakazał 164 Dywizji Piechoty Afrika przesunąć się z pozycji na zachodnich wzgórzach do centrum, a o 16:00 wysłał niemiecką 15 Dywizję Pancerną do wsparcia 90 Dywizji Piechoty Lekkiej i kontrataku na dawne pozycje 101 Dywizji Zmotoryzowanej Trieste zdobyte przez brytyjską 51 Dywizję Górską. 15 Dywizja Pancerna przybyła tuż przed tym, jak Brytyjczycy próbowali wykorzystać swój sukces i rozwijać natarcie. 10 i 21 Dywizja Pancerna, które walczyły wcześniej z amerykańskim II Korpusem podczas bitwy o El Guettar, również zostały przesunięte do sektora ataku brytyjskiego.
Po południu miały miejsce trzy niemieckie kontrataki, głównie przeciwko 51 Dywizji Górskiej na Djebel Roumana, a także w kierunku pozycji 7 batalionu Pułku Argyll and Sutherland Highlanders; wszystkie kontruderzenia zostały odparte. Gdy zapadł zmrok, pozycja obronna wojsk Osi stała się nie do utrzymania, a obrońcy byli poważnie wyczerpani. Messe zgłosił sytuację gen. Hansowi Jürgenowi von Arnimowi. Podczas gdy gen. Albert Kesselring i Comando Supremo w Rzymie namawiali dowódcę grupy armii do kontynuowania bitwy, von Arnim nakazał wycofanie oddziałów na pozycje w Enfidaville, około 240 km na północ.

### Odwrót sił Osi
O świcie 7 kwietnia okazało się, że siły Osi wycofały się pod osłoną nocy. Nowozelandzka 2 Dywizja Piechoty i brytyjska 1 Dywizja Pancerna rozpoczęły pościg przez nadbrzeżną równinę, która za Wadi Akarit przechodziła z półpustynnego krajobrazu w gaje oliwne. Dawało to przeciwnikowi liczne możliwości organizowania zasadzek. Mimo to aż do Enfidaville opór sił niemiecko-włoskich był niewielki, alianci wzięli ok. 6 tys. jeńców, czasami zaskoczonych widokiem wrogich wojsk za rzekomą linią frontu, a także zdobyli duże ilości materiałów wojennych (w tym zdobytych przez Niemców dwa miesiące wcześniej na Amerykanach w czasie bitwy na przełęczy Kasserine).

## Następstwa

### Straty
15 Dywizja Pancerna poniosła duże straty, 164 Dywizja Piechoty Afrika straciła większość broni ręcznej i pojazdów, a co najmniej trzy włoskie dywizje musiały zostać połączone w jedną; 80 Dywizja Piechoty La Spezia została zredukowana do sił półtorej etatowej kompanii piechoty, 101 Dywizja Zmotoryzowana Trieste do trzech słabych batalionów, a 16 Dywizja Zmotoryzowana Pistoia i 90 Dywizja Piechoty Lekkiej poniosły mniejsze, ale również dotkliwe straty. Siła włoskiej 1 Armii liczyła przed bitwą 106 tys. żołnierzy, z których utracono 7 tys. w niewoli. 8 Armia utraciła 1289 zabitych, rannych i zaginionych oraz 32 czołgi.

### Późniejsze operacje

Scena walk w Tunezji i Algierii w latach 1942–1943

W El Guettar operacja amerykańskiego II Korpusu mająca na celu odcięcie sił Osi podczas brytyjskiego ataku na Wadi Akarit została wstrzymana, ale zwycięstwo Brytyjczyków zmusiło Niemców i Włochów do wycofania się również z tamtego obszaru. 7 kwietnia Amerykanie ścigali przeciwnika drogą El Guettar – Gabès, gdzie o godz. 17:00 spotkali awangardę brytyjskiej 8 Armii nadciągającej ze wschodu. Gen. Harold Alexander przeniósł II Korpus na północ, ponieważ 8 Armia była lepiej przygotowana do ostatecznej ofensywy. W pościgu za wrogiem Brytyjczycy pokonali 230 km na północ od Wadi Akarit, zdobywając Sfax i Sousse. Wojska Osi ustawiły się tam na ostatniej pozycji obronnej na północ i zachód od Enfidaville, 40 km na południe od Przylądka Bon (obszar ten był utrzymywany aż do czasu ostatecznej kapitulacji sił Osi w Afryce Północnej). Jednostki brytyjskiej 8 Armii zostały przeniesione w kierunku Medjez el Bab naprzeciwko Tunisu, w celu przeprowadzenia ostatnich ataków kampanii afrykańskiej o kryptonimach Vulcan i Strike.